# Senlis (Pas-de-Calais)
Senlis ist eine Gemeinde im Norden Frankreichs. Sie gehört zur Region Hauts-de-France, zum Département Pas-de-Calais, zum Arrondissement Montreuil und zum Kanton Fruges. Sie grenzt im Nordwesten an Radinghem, im Norden und Nordosten an Matringhem, im Osten an Hézecques, im Südosten an Lugy und im Süden und Südwesten an Fruges.

## Bevölkerungsentwicklung
| Jahr      | 1962 | 1968 | 1975 | 1982 | 1990 | 1999 | 2008 | 2014 |
| --------- | ---- | ---- | ---- | ---- | ---- | ---- | ---- | ---- |
| Einwohner | 190  | 189  | 205  | 190  | 176  | 166  | 189  | 165  |

## Sehenswürdigkeiten
- Kirche Notre-Dame, Monument historique

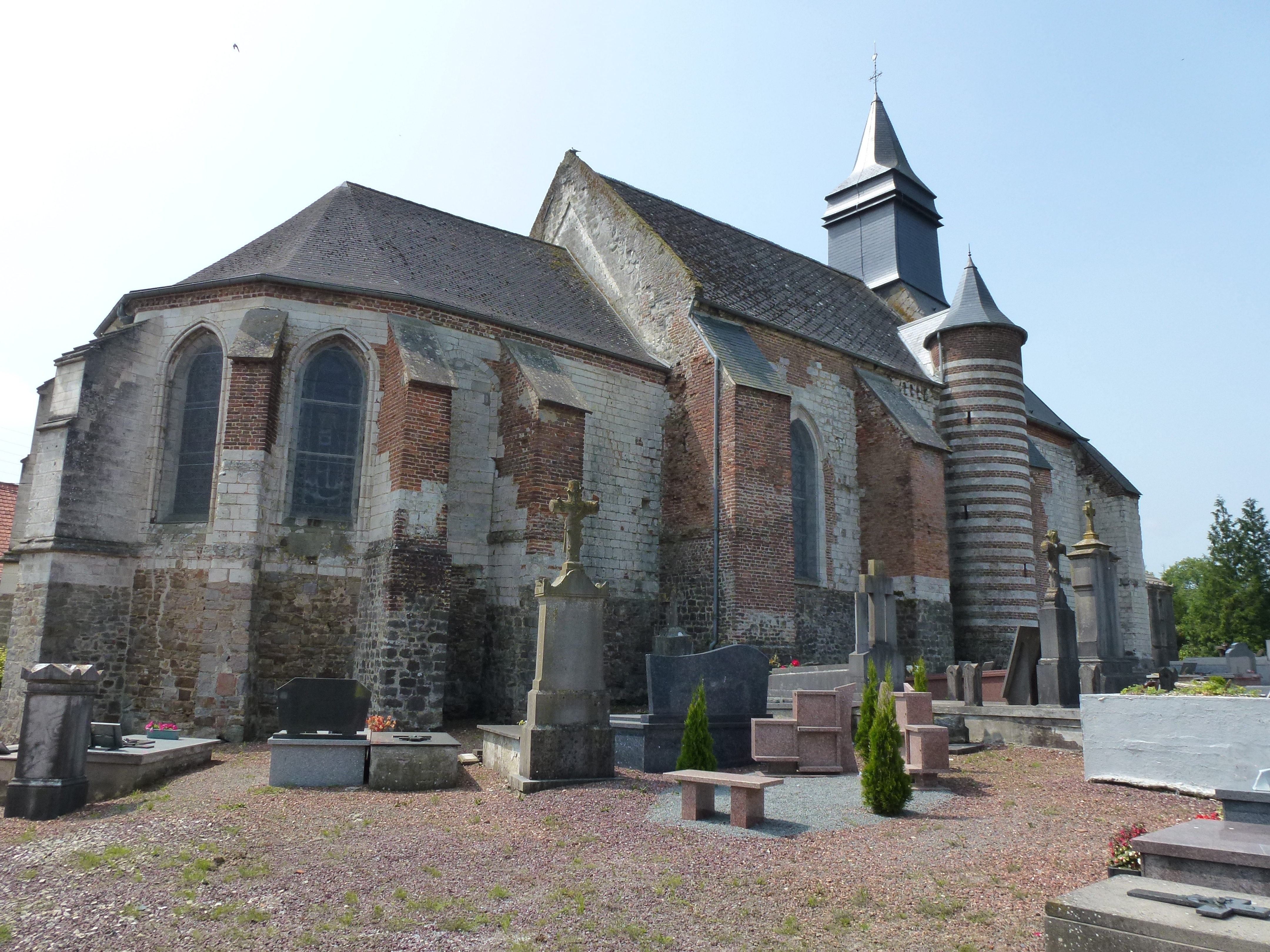
Kirche Notre-Dame